# 教宗沙德
聖沙德（拉丁語：Sanctus Soterius PP.；？—174年）是天主教會第12任教宗，於162年或168年－170年或177年出任教宗。他於羅馬帝國豐迪地區出生，人稱「仁慈教宗」，沙德宣稱只有教士透過聖事祝福，婚姻才是合法。根據傳統，作為殉道者，他葬在羅馬的嘉禮地下墓穴。他的聖日於4月22日。
復活節也是他制定的。

## 譯名列表
- 沙德：香港天主教教區檔案　歷任教宗作沙德。